# Чуднівський Василь Кіндратович
Василь Кіндратович Чуднівський (*27 грудня 1884, Борзнянський повіт - † після 1937, тюрма НКВС) - український політичний діяч. Заступник міністра народного господарства УНР. Зять громадського діяча Чернігова Іллі Шрага. 
Жертва сталінського терору.

## Біографія
Народився у родині станового козака Кіндрата Чуднівського з-під Борзни. Закінчив Чернігівське реальне училище, поступив до Петрово-Розумовської академії школи у Москві, яку блискуче закінчив. 
24 липня 1916 року одружився з чернігівською дівчиною Ольгою Шраг - дочкою відомого чернігівського адвоката Іллі Шрага, активіста українського національного руху. 
Спогади про В. Чуднівського залишив міністр УНР М. Ковалевський: 
| Цікавим хлопцем був також Василь Чуднівський із старої козацької родини із Борзенщини. Він дуже добре вчився в реальній школі і всі пророкували йому, що буде добрим інженером. Однак, так не сталося. По закінченні реальної школи він вступив, як і мій старший брат Кирило, до Петрово-Розумовської академії під Москвою і став агрономом, а згодом відомим кооператором». |
Під час Першої Світової війни був призваний на військову службу. Під час революції був комендантом від Військової комітети Державної Думи в Шлюсельбургському районі.
У 1917 році включився у національно-визвольний рух, став товаришем Міністра народного господарства УНР. 1920 разом з Симоном Петлюрою переходить кордон Польщі, деякий час працює в культурних установах. Зокрема, у Здолбунові заснував книгарню «Відбудова» - одну з ланок у мережі книгарень львівської «Просвіти». 
У 1920 році переїжджає до радянської зони окупації України, де залишилася дружина і малолітня дочка Тетяна. Працює в господарських установах УСРР. Його сліди зникають після 1937 року. Біографи переконані, що Чуднівський загинув від рук однієї з банд НКВС СРСР. Проте документи про це ще не знайдені.
У місті Докучаєвську, Донецької області встановлений пам'ятник Василю Кіндратовичу Чуднівському (1890-1976), який працював у цьому місті з 1950 по 1957 роки.